# 1001
1001（千一、せんいち）は自然数、また整数において、1000の次で1002の前の数である。

## 性質
- 1001は合成数であり、約数は 1, 7, 11, 13, 77, 91, 143, 1001 である。
  - 約数の和は1344。
- 110番目の回文数である。1つ前は999、次は1111。
  - 一桁の数を除くと100番目の回文数である。
  - 4桁では最小の回文数である。
  - 10012 = 1002001 , 10013 = 1003003001 , 10014 = 1004006004001 もまた回文数である。
    - 回文数の平方数が回文数になる11番目の数である。1つ前は212、次は1111。(オンライン整数列大辞典の数列 A057135)
    - 回文数の平方数と立方数が回文数になる6番目の数である。1つ前は111、次は10001。(オンライン整数列大辞典の数列 A087988)
      - 立方数が回文数になる7番目の数である。1つ前は111、次は2201。(オンライン整数列大辞典の数列 A002780)
- 26番目の五角数である。1つ前は925、次は1080。
  - 五角数が楔数になる6番目の数である。1つ前は782、次は1162。
- 11番目の五胞体数である。1つ前は715、次は1365。
  - 1001 = 11 × 12 × 13 × 14/1 × 2 × 3 × 4
  - 五胞体数が楔数になる最大の数である。1つ前は715。
- 136番目の楔数である。1つ前は994、次は1002。
- 1001 = 7 × 11 × 13
  - 4桁では最小の楔数である。
  - 3連続素数の積で表せる4番目の数である。1つ前は385、次は2431。
  - 7以上の素数3つの積で表せる、最小の数である。次は1309。
  - 1001 = 7 × 11 × 13 となることより、3桁の数を2つ並べた数を作ると、必ず7でも11でも13でも割りきれる数となる。
例．123123 = 123 × 1001 = 17589 × 7 = 11193 × 11 = 9471 × 13。
- 1/1001 = 0.000999… (下線部は循環節で長さは6)
  - 逆数が循環小数になる数で循環節が6になる102番目の数である。1つ前は975、次は1008。
- 各位の和が2になる7番目の数である。1つ前は200、次は1010。
- 1001 = 103 + 1
  - n = 10 のときの n3 + 1 の値とみたとき1つ前は730、次は1332。(オンライン整数列大辞典の数列 A001093)
  - n = 3 のときの 10n + 1 の値とみたとき1つ前は101、次は10001。(オンライン整数列大辞典の数列 A062397)
  - n = 10 のときの 100n + 1 の値とみたとき1つ前は901、次は1101。(オンライン整数列大辞典の数列 A158128)
  - 1001 = 13 + 103
    - 2つの正の数の立方数の和で表せる42番目の数である。1つ前は945、次は1008。(オンライン整数列大辞典の数列 A003325)
    - 異なる2つの正の数の立方数の和で表せる35番目の数である。1つ前は945、次は1008。(オンライン整数列大辞典の数列 A024670)
- 異なる3つの平方数の和として10通りで表せる10番目の数である。1つ前は986、次は1046。(オンライン整数列大辞典の数列 A025348)
- 1001 = 1000 + (1 + 0 + 0 + 0)
  - n = 10 のときの n3 とその各位の和との和とみたとき1つ前は747、次は1339。(オンライン整数列大辞典の数列 A123135)

## その他 1001 に関連すること
- 千夜一夜物語は、アラビア語の説話集。
- 1001のバイオリンは、THE BLUE HEARTSの曲。
- 『1001Nights』は、BENNIE Kのシングル。
- 2ちゃんねるのスレッドでは、レスが1000個に到達した時点で、末尾に1001番目のレスとして終了告知文が自動挿入される。この終了したスレッドは、板のスレッド一覧でのレス数も1001となる。この仕組みは2001年3月29日に導入された。ただし、書込人数が非常に多い場合や何らかの原因で故障している場合は1001を越える場合もある。
- 星野仙一のファンクラブは、名前の当て字で「1001倶楽部」(公式サイト)と称する。
- コスモス1001号
- 『1001（ナイツ）』は、杉崎ゆきるの漫画作品。
- 1001系